# 武功镇
武功镇，是中华人民共和国陕西省咸陽市武功县下辖的一个乡镇级行政单位。

## 行政区划
武功镇下辖以下地区：
武功镇社区、武塔村、积山村、徐杨村、龙门村、坡底村、二水村、羊圈村、桥东村、尚坡村、绿野村、华山村、上营村、新寨村、良马村、古凤村、洛阳村、松林村、新庄村、聂村、联合村、八一村和韦北村。